# 三重県庁舎
三重県庁舎（みえけんちょうしゃ）は、三重県津市広明町13番地にある、三重県の各部局が入居する建築物。三重県庁本庁舎と三重県議会議事堂からなる。三重県庁の一部の機能は津市栄町一丁目954番地にある三重県栄町庁舎のほか、三重県内10市に設置された各庁舎に振り分けられている。

## 概要
現在の本庁舎は1964年（昭和39年）に完成、地上8階・地下1階建で、東畑建築事務所の設計、大林組の施工による。同年4月20日には落成を記念して公募を実施した県章・県旗と三重県民歌が制定された。
1995年（平成7年）の阪神・淡路大震災を機に耐震診断を行ったところ、構造耐震指標（IS値）が0.38で耐震性能が低いことが明らかになったため、2001年（平成13年）10月9日から免震工事が行われた。

## 歴史
- 明治3年6月（グレゴリオ暦：1871年7月） - 山田岩淵町[注 1]に度会県庁舎を新築[3]。
- 明治4年12月25日（グレゴリオ暦：1872年2月3日） - 津大門町の本陣[注 2]を安濃津県の仮庁舎とする[4]。
- 明治5年1月5日（グレゴリオ暦：1872年2月13日） - 津大門町の御客屋（旧津藩の迎賓館）に庁舎を移転する[5][注 3]。
- 明治5年3月28日（グレゴリオ暦：1872年5月5日） - 四日市陣屋に庁舎を移転する[5]。県名を県庁所在地の三重郡四日市に合わせて三重県に改称する。
- 1873年（明治6年）12月10日 - 津県学校講堂（旧津藩校・有造館）に庁舎を移転する[5]。
- 1876年（明治9年）4月18日 - 三重県が度会県を編入し、現在の県域が定まる。度会県庁舎は山田支庁となる。
- 1879年（明治12年）12月 - 安濃郡下部田村に新庁舎（旧三重県庁舎）が完成[6]。
- 1962年（昭和37年）8月4日 - 現庁舎着工[1]。
- 1964年（昭和39年）3月31日 - 現庁舎完成[1]。
- 2001年（平成13年）10月9日 - 免震工事着工[2]。施工は大林組・日本土建・東海土建特定建設工事共同企業体で、総工費は2,260,459,950円[7]。
- 2003年（平成15年）3月20日 - 免震工事が終了[7]。

## 旧三重県庁舎

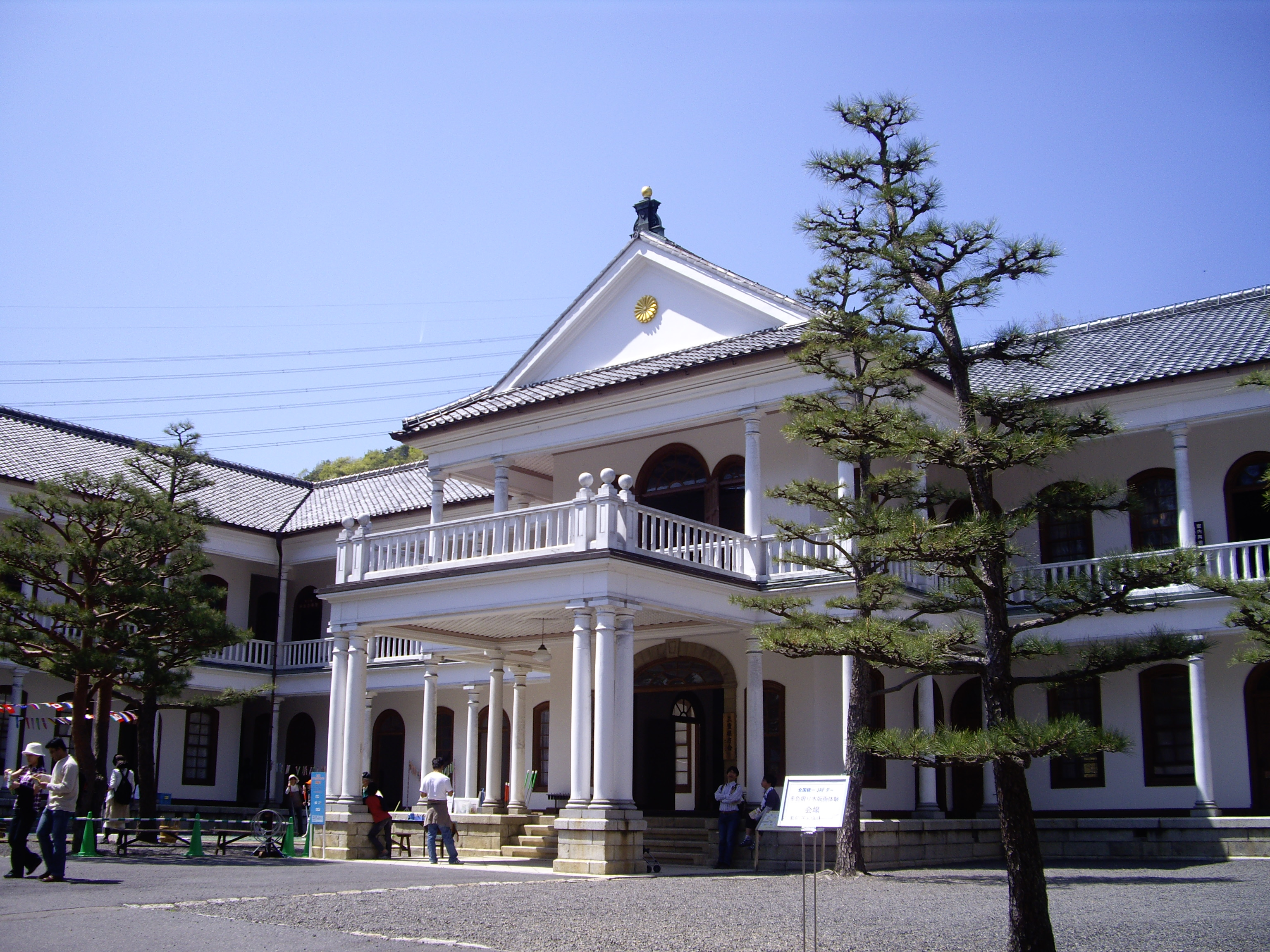
明治村に移築復元された旧三重県庁舎

旧三重県庁舎（きゅうみえけんちょうしゃ）は、初代三重県令、岩村定高の発案により建築され、1879年（明治12年）に完成し、1964年（昭和39年）まで使用されていた、三重県庁舎の本庁舎。国の重要文化財であり、愛知県犬山市の博物館明治村に移築されている。「地方の技術者が明治初期に建築した擬洋風建物の秀作」と評される。
1877年（明治10年）10月に建設候補地を選定、内務省へ伺いに赴いた。この時点では愛知県庁舎のような回字形平面の中庭付き2階建庁舎にする予定であった。1878年（明治11年）6月10日より建設事務を開始して、雑木林を切り開き、8月に庁舎工事の入札を行った。本館は三重県庁第三課土木掛の清水義八らの設計、名古屋の棟梁伊藤平左衛門によって建設された。県庁舎の建設費は19,883円43銭1厘、総建坪は約500坪で、うち241.5坪の本館は西洋風木造2階建瓦葺だった。この本館は東京の築地ホテル館に似たハイカラな建築物であったことから、落成当時は地方より弁当持参で見物に来る客が多かったという。また、玄関を中心とした左右対称構造とベランダを2層巡らした構造は当時の内務省庁舎に倣ったものである。建材は海路で東京から四日市港に運ばれ、更に津へ送られた。玄関の礎石・角柱・櫛形アーチには地元産の井関石が採用された。廊下は当初、吹放しだったが後に窓ガラスが入れられた。
1964年（昭和39年）に現在の庁舎が完成、供用開始となった後に解体、明治村に移築・復元された。1968年（昭和43年）に国の重要文化財指定を受けた。一方、跡地は三重県営の公園に整備され、1967年（昭和42年）に県庁前公園として開園した。

## 本庁舎
| 階 | 入居する部局等 |
| -- | --- |
| 8F | 環境生活部、廃棄物対策局、雇用経済部、観光・国際局 |
| 7F | 地域連携部、三重県教育委員会事務局 |
| 6F | 農林水産部、県土整備部、三重県教育委員会事務局 |
| 5F | 防災対策部、県土整備部 |
| 4F | 健康福祉部、医療対策局、県土整備部 |
| 3F | 防災対策部、戦略企画部、総務部、記者会見室 |
| 2F | 戦略企画部、総務部、子ども・家庭局、地域連携部（南部地域活性化局含む）、スポーツ推進局、選挙管理委員会室                                                       |
| 1F | 戦略企画部、総務部、観光・国際局、出納局、三重県職員信用組合、百五銀行県庁支店、三重県庁内郵便局、県民ホール、食堂、三重県職員互助会、地方職員共済組合、入札室 |
| B1 | 総務部、倉庫、売店、ファミリーマート三重県庁店、喫茶室 |

### 交通
- JR紀勢本線・近鉄名古屋線・伊勢鉄道伊勢線津駅より徒歩約8分（約910m）。
- 三重交通三重県庁バス停より徒歩すぐ。
- 三重県道10号津関線沿い。

### 周辺
- 偕楽公園
- 三重県立博物館
- 県庁前公園
- 三重県合同ビル
- 三重県勤労者福祉会館
- JA三重ビル

## 三重県栄町庁舎

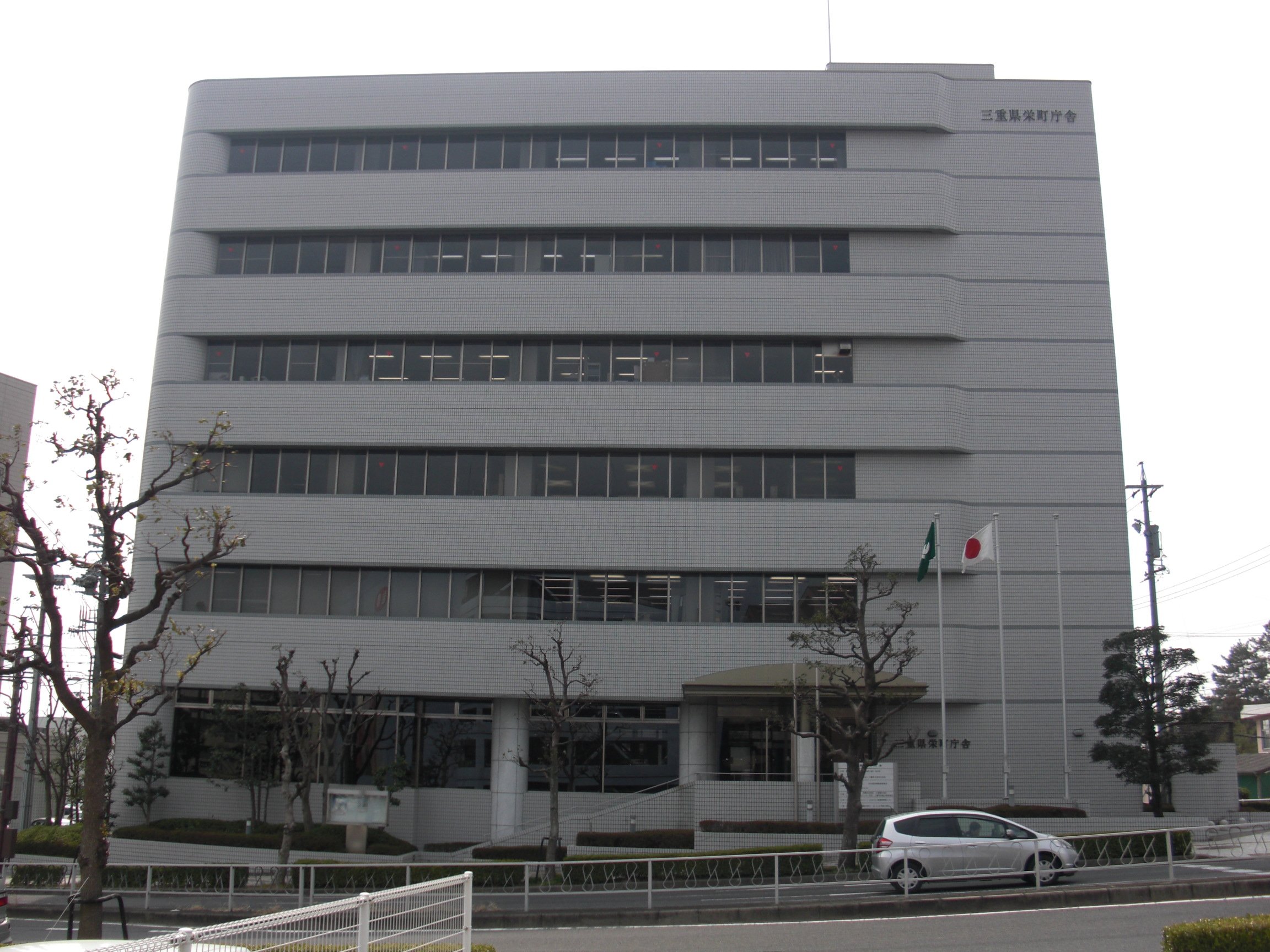
栄町庁舎

2006年4月1日に現称となるまでは、三重県民サービスセンターという名称であった。
| 階 | 入居する部局等                                                               |
| -- | ---------------------------------------------------------------------------- |
| 6F | 県立病院課、監査委員                                                         |
| 5F | 労働委員会事務局、財団法人三重県交通安全協会                                 |
| 4F | 海区漁業調整委員会事務局、内水面漁場管理委員会事務局、三重県職業能力開発協会 |
| 3F | 環境生活部、三重県消費生活センター、三重県金融広報委員会                     |
| 2F | 環境生活部、ジェトロ三重貿易情報センター                                     |
| 1F | 情報公開・個人情報総合窓口                                                   |
| B1 |                                                                              |

## 出先庁舎

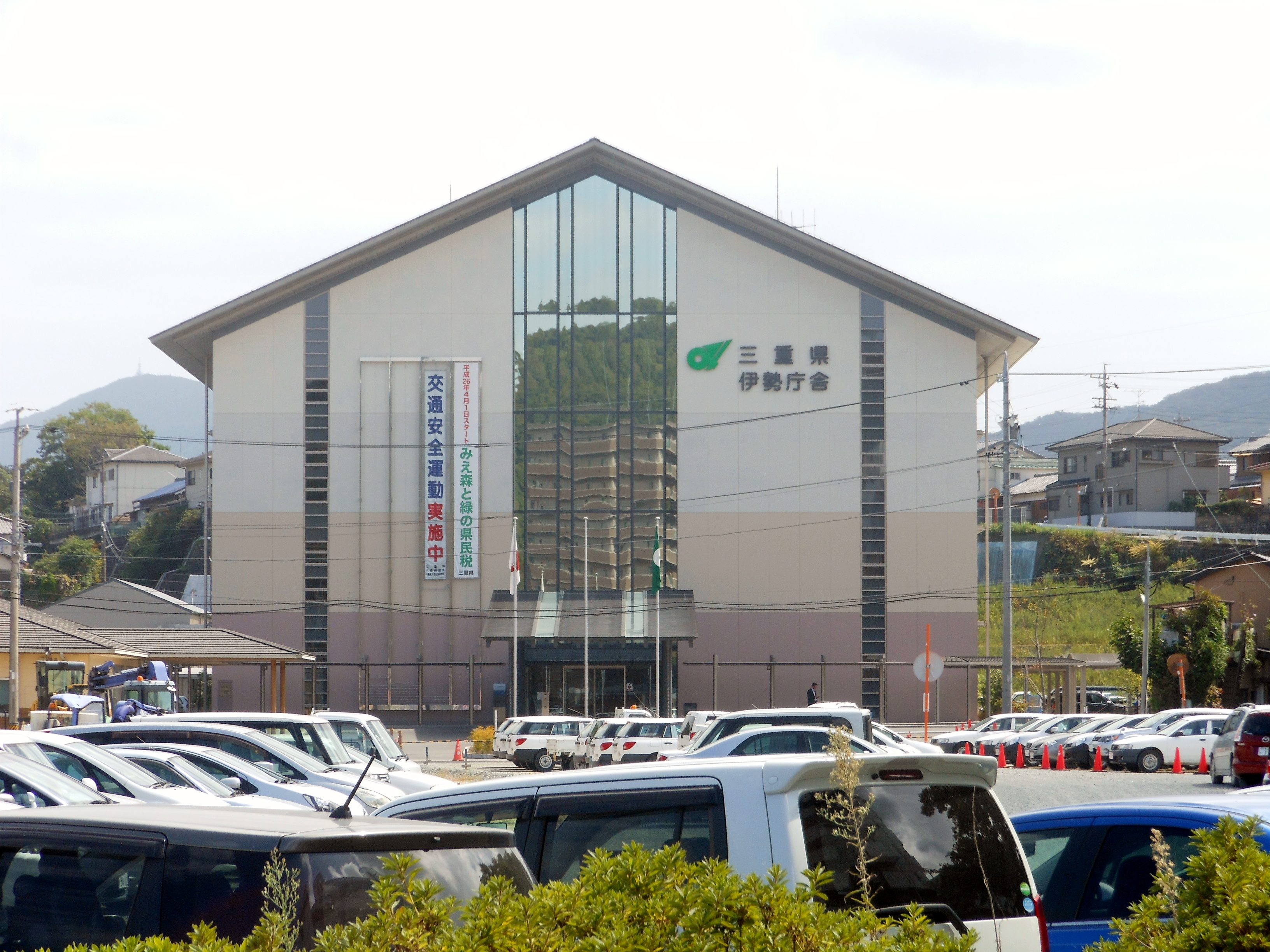
伊勢庁舎

県内10市に市名を冠した庁舎があり、志摩庁舎を除く9庁舎に地域防災総合事務所または地域活性化局が設置されている（以下2013年現在）。以前はこれに加えて久居庁舎があったが、現在は廃止され、建物は津南警察署となった。
北勢
- 桑名庁舎 - 三重県桑名市中央町5-71 （〒511-8567）
  - 地域防災総合事務所、県税事務所、建設事務所、農政事務所、保健所
- 四日市庁舎 - 三重県四日市市新正四丁目21-5 （〒510-8511）
  - 地域防災総合事務所、県税事務所、建設事務所、農林事務所、北勢福祉事務所、北勢流域下水道事務所
- 鈴鹿庁舎 - 三重県鈴鹿市西条五丁目117 （〒513-0809）
  - 地域防災総合事務所、県税事務所、建設事務所、保健所

中勢
- 津庁舎 - 三重県津市桜橋三丁目446-34 （〒514-8567）
  - 地域防災総合事務所、総合県税事務所、建設事務所、自動車税事務所、農林水産事務所、保健所、中勢流域下水道事務所
- 松阪庁舎 - 三重県松阪市高町138 （〒515-0011）
  - 地域防災総合事務所、県税事務所、建設事務所、農林事務所、保健所

南勢

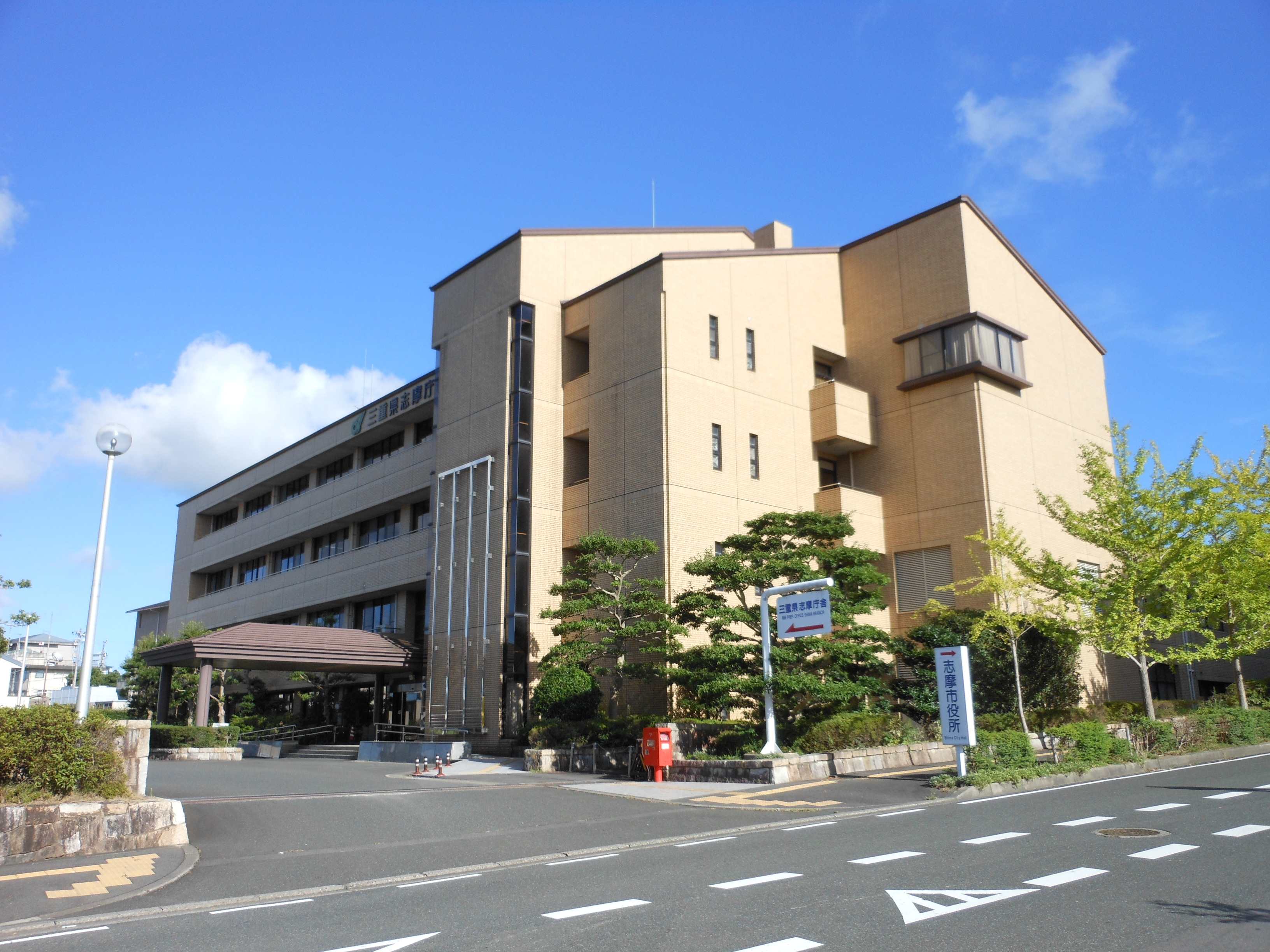
志摩庁舎

- 伊勢庁舎 - 三重県伊勢市勢田町628-2 （〒516-8566）
  - 南勢志摩地域活性化局、県税事務所、建設事務所、農林水産事務所、多気度会福祉事務所、保健所
- 志摩庁舎 - 三重県志摩市阿児町鵜方3098-9 （〒517-0501）
  - 建設事務所
  - 志摩市が発足した2004年（平成16年）10月1日から2008年（平成20年）9月15日まで志摩市役所本庁舎としても利用された。

伊賀
- 伊賀庁舎 - 三重県伊賀市四十九町2802 （〒518-8533）
  - 地域防災総合事務所、県税事務所、建設事務所、農林事務所、保健所

東紀州

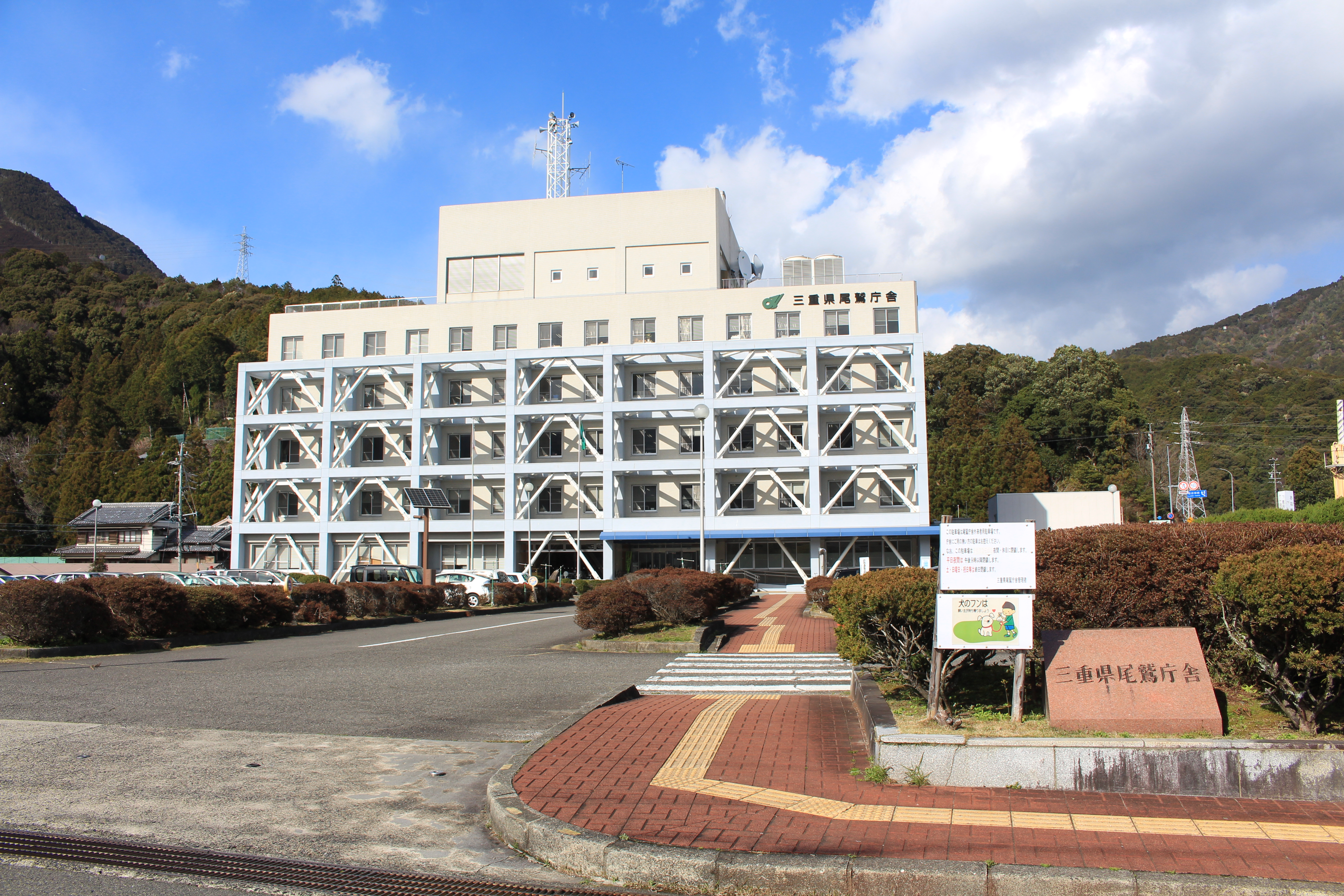
尾鷲庁舎

- 尾鷲庁舎 - 三重県尾鷲市坂場西町1-1 （〒519-3695）
  - 紀北地域活性化局、紀州県税事務所、建設事務所、農林水産事務所、紀北福祉事務所、保健所
- 熊野庁舎 - 三重県熊野市井戸町371 （〒519-4393）
  - 紀南地域活性化局、建設事務所、農林事務所、紀南福祉事務所、保健所